# The Unholy Three
The Unholy Three é um filme mudo norte-americano de 1925, que envolve uma série de crime, dirigido por Tod Browning e estrelado por Lon Chaney.
Foi refilmado em 1930 como filme sonoro. Em ambas, 1925 e a versão de 1930, os papéis de Professor Echo e Tweedledee, são interpretados por Lon Chaney e Harry Earles, respectivamente. Ambos os filmes foram baseados no romance homônimo de Clarence Aaron "Tod" Robbins.

## Elenco
- Lon Chaney – Professor Echo / Mrs O'Grady
- Mae Busch – Rosie O'Grady
- Matt Moore – Hector McDonald
- Victor McLaglen – Hercules
- Harry Earles – Tweedledee
- Matthew Betz – detetive Regan
- Edward Connelly – juiz
- William Humphrey – advogado de defesa
- E. Alyn Warren – advogado de acusação